# Эриксон, Эстон Эверетт
Эстон Эверетт Эриксон (англ. Eston Everett Ericson; 6 апреля 1890, Линдси, округ Платт, штат Небраска — 25 января 1964, Сидар-Рапидс) — американский филолог.
В 1932 году защитил в университете Джонса Хопкинса докторскую диссертацию «Употребление шва в древнеанглийском языке» (англ. The Use of Swa in Old English), опубликованную как монография издательствами университета Джонса Хопкинса (в США) и Гёттингенского университета (в Европе). В дальнейшем на протяжении многих лет профессор университета Северной Каролины в Чапел-Хилле. Опубликовал ряд статей по широкому кругу тем, от различий между американской и британской версиями английского языка до американского фольклора.
Эриксон был известен своими левыми взглядами. В 1935 году встречался с руководителем Коммунистической партии США Эрлом Браудером, обсуждая публичную защиту участников забастовочного движения, в 1936 году встречался в Дареме с кандидатом в вице-президенты США от коммунистов, афроамериканцем Джеймсом Фордом, чем вызвал скандал в местной печати. Опубликовал две популярные брошюры, «Современная Россия» (англ. Modern Russia; 1932) и «Индия в революции» (англ. India in revolution; 1937), в которых его соавтором выступил старший сын, Эрвид Эрик Эриксон (1912—1944), который некоторое время занимался политологией, а в годы Второй мировой войны служил во флоте и погиб на Филиппинах в японском плену.